# Calumet (Minnesota)
Calumet – miasto w Stanach Zjednoczonych, w stanie Minnesota, w hrabstwie Itasca.